# 桐華寺
桐華寺（トンファサ、とうかじ）は、大韓民国大邱広域市東区にある仏教寺院。韓国仏教の最大宗派である曹渓宗（大韓仏教曹渓宗）の第9教区本寺。

## 歴史
曹渓宗（大韓仏教曹渓宗）は寺の創建を新羅の炤知王の時代の493年(炤知王15年）としている。このとき極達和尚によって創建された瑜伽寺を桐華寺の前身と主張している。
新羅の興徳王（在位826年 - 836年)の時代に心地王師が寺を再建した際、冬にもかかわらず桐の花が咲いたため、「桐華寺」と名づけられたという言い伝えがある。 
李氏朝鮮の太宗による1407年（太宗7年）の仏教弾圧の際、存続を許された88寺院の中に桐華寺の名前はなく、廃寺になったようである。世宗による1424年（世宗6年）の仏教弾圧の際も、存続を許された36寺院の中に名前はなく、引き続き廃寺だったようである。
現在の桐華寺は1732年（英祖8年）に再建されたものである。
日本統治時代の1911年、寺刹令施行規則（7月8日付）によって、朝鮮三十本山に指定された（1924年以降は朝鮮三十一本山）。

## 金塊発掘騒動
2011年から2012年にかけて、朝鮮戦争当時に金塊が大雄殿に隠されたとする話が伝わり、発掘を試みる者が現れた。このため、寺の知名度が高まり来訪者が急増した。発掘自体は、文化財の保護を理由に当局から不許可とされている。